# Saint-Symphorien-d'Ozon
Saint-Symphorien-d'Ozon és un municipi francès situat al departament del Roine i a la regió d'Alvèrnia-Roine-Alps. L'any 2007 tenia 5.217 habitants.

## Demografia

### Població
El 2007 la població de fet de Saint-Symphorien-d'Ozon era de 5.217 persones. Hi havia 2.000 famílies de les quals 476 eren unipersonals (184 homes vivint sols i 292 dones vivint soles), 628 parelles sense fills, 772 parelles amb fills i 124 famílies monoparentals amb fills.
La població ha evolucionat segons el següent gràfic:
Habitants censats

### Habitatges
El 2007 hi havia 2.145 habitatges, 2.014 eren l'habitatge principal de la família, 21 eren segones residències i 110 estaven desocupats. 1.336 eren cases i 803 eren apartaments. Dels 2.014 habitatges principals, 1.304 estaven ocupats pels seus propietaris, 630 estaven llogats i ocupats pels llogaters i 80 estaven cedits a títol gratuït; 53 tenien una cambra, 168 en tenien dues, 374 en tenien tres, 569 en tenien quatre i 850 en tenien cinc o més. 1.426 habitatges disposaven pel capbaix d'una plaça de pàrquing. A 848 habitatges hi havia un automòbil i a 1.003 n'hi havia dos o més.

### Piràmide de població
La piràmide de població per edats i sexe el 2009 era:
| Homes | Edats   | Dones |
| ----- | ------- | ----- |
| 0     | 95 o +  | 24    |
| 4     | 90 a 94 | 28    |
| 12    | 85 a 89 | 68    |
| 4     | 80 a 84 | 24    |
| 44    | 75 a 79 | 80    |
| 76    | 70 a 74 | 80    |
| 96    | 65 a 69 | 100   |
| 116   | 60 a 64 | 144   |
| 172   | 55 a 59 | 152   |
| 220   | 50 a 54 | 228   |
| 184   | 45 a 49 | 180   |
| 172   | 40 a 44 | 160   |
| 188   | 35 a 39 | 208   |
| 204   | 30 a 34 | 196   |
| 144   | 25 a 29 | 204   |
| 172   | 20 a 24 | 152   |
| 156   | 15 a 19 | 156   |
| 165   | 10 a 14 | 137   |
| 140   | 5 a 9   | 148   |
| 164   | 0 a 4   | 160   |

## Economia
El 2007 la població en edat de treballar era de 3.457 persones, 2.601 eren actives i 856 eren inactives. De les 2.601 persones actives 2.438 estaven ocupades (1.273 homes i 1.165 dones) i 163 estaven aturades (77 homes i 86 dones). De les 856 persones inactives 322 estaven jubilades, 296 estaven estudiant i 238 estaven classificades com a «altres inactius».

### Ingressos
El 2009 a Saint-Symphorien-d'Ozon hi havia 1.989 unitats fiscals que integraven 5.050,5 persones, la mediana anual d'ingressos fiscals per persona era de 21.791 €.

### Activitats econòmiques
Dels 345 establiments que hi havia el 2007, 2 eren d'empreses extractives, 5 d'empreses alimentàries, 7 d'empreses de fabricació de material elèctric, 29 d'empreses de fabricació d'altres productes industrials, 48 d'empreses de construcció, 77 d'empreses de comerç i reparació d'automòbils, 22 d'empreses de transport, 18 d'empreses d'hostatgeria i restauració, 1 d'una empresa d'informació i comunicació, 17 d'empreses financeres, 22 d'empreses immobiliàries, 40 d'empreses de serveis, 36 d'entitats de l'administració pública i 21 d'empreses classificades com a «altres activitats de serveis».
Dels 100 establiments de servei als particulars que hi havia el 2009, 1 era una oficina d'administració d'Hisenda pública, 1 gendarmeria, 1 oficina de correu, 6 oficines bancàries, 1 funerària, 11 tallers de reparació d'automòbils i de material agrícola, 2 tallers d'inspecció tècnica de vehicles, 1 autoescola, 5 paletes, 8 guixaires pintors, 9 fusteries, 7 lampisteries, 9 electricistes, 7 perruqueries, 1 veterinari, 1 agència de treball temporal, 14 restaurants, 11 agències immobiliàries, 1 tintoreria i 3 salons de bellesa.
Dels 22 establiments comercials que hi havia el 2009, 1 era una botiga de més de 120 m², 3 fleques, 4 carnisseries, 2 llibreries, 3 botigues de roba, 2 botigues d'equipament de la llar, 1 una botiga d'electrodomèstics, 1 un drogueria, 1 una perfumeria i 4 floristeries.
L'any 2000 a Saint-Symphorien-d'Ozon hi havia 27 explotacions agrícoles que ocupaven un total de 272 hectàrees.

## Equipaments sanitaris i escolars
Els 2 equipaments sanitaris que hi havia el 2009 eren farmàcies.
El 2009 hi havia 2 escoles maternals i 3 escoles elementals. Saint-Symphorien-d'Ozon disposava d'un col·legi d'educació secundària amb 582 alumnes.

## Poblacions més properes
El següent diagrama mostra les poblacions més properes.